# 妖怪ウォッチ♪ ジバニャンvsコマさん もんげー大決戦だニャン
- 妖怪ウォッチ > 妖怪ウォッチ♪ ジバニャンvsコマさん もんげー大決戦だニャン
- 妖怪ウォッチ♪ > 妖怪ウォッチ♪ ジバニャンvsコマさん もんげー大決戦だニャン

『妖怪ウォッチ♪ ジバニャンvsコマさん もんげー大決戦だニャン』（ようかいウォッチ♪ジバニャンvsコマさん もんげーだいけっせんだニャン）は、テレビアニメ『妖怪ウォッチ』の劇場版第8作目（アニメ特別編）。2023年1月13日公開。
キャッチコピーは「欲望の限界を超え、2大妖怪が暴走する！」。

## 概要
『妖怪ウォッチ♪』のオリジナルストーリーによる完全新作。劇場公開作品ではあるが、タイトルに「映画」を冠しておらず、名目上は「アニメ特別編」（テレビアニメの先行上映）と扱われている。
登場キャラクターのうち人間はケータのみ。アニメ初登場のインジャネーノ、ヨップくんはゲーム『妖怪ウォッチ3 スシ/テンプラ』が初出である。
エンディングでは金子みゆがTikTok風の画面で実写出演し「ようかいたいそう♩=134」の手振りダンスを披露している。
後にテレビアニメ第97話（2023年3月24日）・第98話（最終話・同3月31日）として、前・後編に分けて放送。

## ストーリー
ある日のこと、ジバニャンとコマさんの好物であるチョコボーとソフトクリームが街中から次々と消失する事件が発生する。ケータ達はその謎に関わっているらしき妖怪の行方を追うが、そのうちに「チョコボーかソフトクリームどちらかを取り戻す方法」として、ジバニャンとコマさんが互いに戦うことになる。

## キャスト
- 天野ケータ - 戸松遥
- ウィスパー - 関智一
- ジバニャン - 小桜エツコ
- コマさん、コマじろう - 遠藤綾
- エンマ大王 - 木村良平
- ぬらりひょん - 子安武人
- フユニャン - 梶裕貴
- コマみ - 田村ゆかり
- インジャネーノ - 矢部雅史
- ヨップくん - 浅利遼太

## スタッフ
- 企画原案/エグゼクティブアドバイザー - 日野晃博
- 原作 - レベルファイブ
- 連載 - 月刊コロコロコミック
- 監督 - 泉保良輔
- 脚本 - 加藤陽一
- 妖怪＆キャラクターデザイン原案 - 長野拓造、田中美穂
- キャラクターデザイン - 山田俊也
- 総作画監督 - 武内啓、阿部千秋
- 音響監督 - 千葉繁
- 音楽 - 西郷憲一郎
- アニメーション制作 - OLM TEAM INOUE
- 製作 - 妖怪ウォッチ♪製作委員会
- 配給 - イオンエンターテイメント

## 主題歌
オープニングテーマ「ゲラゲラポーの唄」
作詞 - motsu / 作曲・編曲 - 菊谷知樹 / 歌 - キング・クリームソーダ
エンディングテーマ「ようかいたいそう♩=134」
作詞 - ラッキィ池田 & 高木貴司 / 作曲・編曲 - 菊谷知樹 / 歌 - 金子みゆ
「Homeのうた」
作詞 - 高木貴司 / 作曲・編曲 - S.KAWAI / 歌 - nanami